# Princess Debut
Princess Debut (яп. お姫さまデビュー, Ohimesama Debyū), изданная в Европе под названием Princess Debut: The Royal Ball — ритм-игра в жанре отомэ, разработанная компанией Cave и изданная Natsume Inc. для игровой платформы Nintendo DS. Иллюстрации и оформление выполнены мангакой Котори Момоюки, публиковавшейся в журнале Nakayoshi издательства Kodansha.
В игре рассказывается о девушке, которая меняется местами со своим двойником — принцессой из параллельного мира, известного как Цветочное Королевство. Героиня соглашается заменить принцессу на традиционном Балу Сен-Лиона, к которому необходимо подготовиться за 30 дней. Геймплей сочетает элементы ритм-игры с развитием отношений между персонажами. Игрок развивает танцевальные навыки и выбирает партнёра для бала среди принцев королевства. Финал игры определяется выбором партнёра и уровнем взаимоотношений с ним.

## Сюжет
Главная героиня в разговоре с подругой жалуется на скуку повседневной жизни и мечтает встретить принца. По возвращении домой она обнаруживает в своём шкафу девушку и некое существо. Девушка представляется двойником героини из параллельного мира — Цветочного Королевства, где она является принцессой. Она должна выступить на престижном Балу Сен-Лиона, но, не обладая танцевальными способностями, просит героиню заменить её.
После согласия героини у игрока есть 30 дней на подготовку к балу: освоение танцев и поиск партнёра-принца. Развитие сюжета зависит от выбора локаций для посещения и диалоговых опций. Финал определяется выбранным партнёром и уровнем отношений с ним.

## Разработка
Princess Debut стала первой игрой, которую компания Natsume Inc. заказала непосредственно у американских разработчиков. До этого все игры компании создавались в Японии. Президент Natsume Inc. Хиро Маэкава ранее планировал создать игру, ориентированную на молодую женскую аудиторию, но не мог найти подходящего партнёра для разработки. Впоследствии Маэкава встретился с представителями компании Cave, известной своими играми в жанре shoot 'em up, и узнал об их схожей идее. Это привело к сотрудничеству между компаниями.

## Отзывы критиков
| Сводный рейтинг       | Сводный рейтинг |
| Агрегатор             | Оценка          |
| --------------------- | --------------- |
| Metacritic            | 71/100          |
| Иноязычные издания    |                 |
| Издание               | Оценка          |
| Famitsu               | 26/40           |
| IGN                   | 7/10            |
| Nintendo World Report | 7/10            |

Princess Debut получила преимущественно положительные отзывы, согласно агрегатору рецензий Metacritic. Кармин Ред из Nintendo World Report назвала игру «не идеальной».
В обзоре IGN отмечались медленный темп развития событий и однообразность геймплея. Рецензент подчеркнул, что после прохождения начального этапа открытие всех концовок, которых насчитывается более десяти, требует значительного времени.